# 야외 레크리에이션

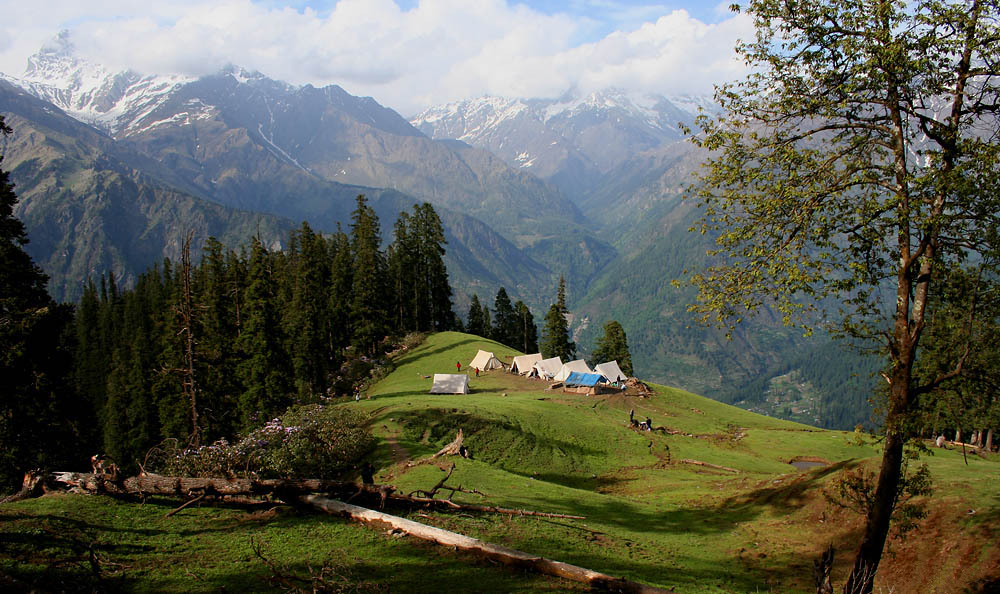
인도 히마찰프라데시주 쿨루 지구에서의 캠핑

야외 레크리에이션(outdoor recreation) 또는 야외 활동(outdoor activity)은 야외에서 이루어지는 레크리에이션을 말하며 가장 일반적으로 자연 환경에서 이루어진다. 야외 레크리에이션을 포괄하는 활동은 수행되는 물리적 환경에 따라 다르다. 이러한 활동에는 낚시, 사냥, 배낭여행, 걷기, 승마 등이 포함될 수 있으며 개별적으로 또는 집단적으로 완료할 수 있다. 야외 레크리에이션은 다양한 범위의 활동과 풍경을 포괄하는 광범위한 개념이다.
야외 레크리에이션은 일반적으로 신체 운동, 전반적인 웰빙 및 영적 회복을 목적으로 추구된다. 다양한 야외 레크리에이션 활동이 스포츠로 분류될 수 있지만 반드시 참가자가 운동선수여야 하는 것은 아니다. 오히려 야외 레크리에이션이 스포츠 경기나 선수권 대회에서 구현되는 것과 동일한 수준의 경쟁력이나 경쟁을 반드시 포함하는 것은 아니기 때문에 야외 레크리에이션에 앞장서는 것은 집단주의적 아이디어이다. 경쟁은 일반적으로 조직화된 개인 스포츠나 팀 스포츠보다 스트레스를 덜 받는다. 활동에 특별한 흥분, 신체적 도전 또는 위험이 수반되는 경우 극한 스포츠가 아닌 "모험 레크리에이션" 또는 "모험 훈련"이라고도 한다.
야외 레크리에이션 활동의 다른 전통적인 예로는 하이킹, 캠핑, 등산, 사이클링, 반려동물 산책, 카누 경기, 동굴 탐험, 카약, 래프팅, 암벽등반, 달리기, 항해, 스키, 스카이다이빙 및 서핑이 있다. 종종 이전 활동의 하이브리드인 새로운 활동이 등장하면서 코스티어링, 협곡 타기, 패스트패킹, 플로깅과 같은 고유한 정체성을 얻게 된다.
많은 도시에는 인구를 위한 다양한 야외 활동을 위한 휴양지가 조성된다. 여기에는 자연 공원, 공원, 운동장, 스포츠 시설뿐만 아니라 캘리포니아 베니스 (로스앤젤레스) 해변의 해변 지역, 니스의 프롬나드데장글레 또는 트리에스테의 바르콜라 해안가와 같이 무료 바다 접근이 가능한 지역도 포함된다.